# سینمای ایران پیش از انقلاب
سینمای ایران قبل از انقلاب شامل فیلم‌ها و آثار سینمایی ساخته شده در ایران پیش از انقلاب ایران است. هوشنگ کاووسی، منتقد سینمای ایران نخستین بار اصطلاح فیلمفارسی را برای اشاره به فیلم‌های محبوب ایرانی پیش از انقلاب بکار برد.
جشنواره سینمایی سپاس برای این فیلم‌ها برگزار می‌شد.